# Christophe Jeannet
Christophe Jeannet, född 22 september 1965, är en fransk före detta fotbollsspelare, som spelade som målvakt.